# Fidel Fita i Colomer
Fidel Fita Colomer (Arenys de Mar, 31 de desembre de 1835 - Madrid, 13 de gener de 1918), arqueòleg, epigrafista, filòleg i historiador jesuïta català. Director de la Reial Acadèmia de la Història d'Espanya (1912-1918).

## Infantesa i primers anys a la Companyia de Jesús
Fill d'un matrimoni de la puixant burgesia catalana, era el petit de vuit germans. Va néixer a Can Montal, a l'actual riera del Pare Fita, 1, on es col·locà una placa commemorativa el 1917. Va assistir a l'escola pública d'Arenys de Mar dirigida per Joan Monjo. El 1844, va marxar a Barcelona on va entrar al seminari. Guiat per la seva vocació religiosa, el 1850 va ingressar a la Companyia de Jesús a França, on va iniciar el noviciat. Després d'estudiar en altres centres de l'orde, el 1853 es va traslladar a Loyola com a professor d'Humanitats i Grec.
Amb les noves expulsions dels jesuïtes, l'any 1856 va estar exiliat a Laval (França), però l'any següent ja va poder tornar i ser destinat al col·legi jesuïta de Carrión de los Condes (Palència) com a professor de llatí, francès, grec, anglès, llengües orientals i sobre les Sagrades Escriptures.
Entre l'any 1860 i 1866 va residir en el col·legi jesuïta de Lleó per cursar teologia, filosofia i lingüística, paral·lellament va iniciar les seves investigacions històriques, arqueològiques i epigràfiques acompanyat per l'alumne i amic Francesc Butinyà, S.J. i amb qui va mantenir una duradora amistat fundada en les seves aficions comunes.

## Època a Catalunya
L'any 1867, el pare Fidel Fita, S.J. va ser traslladat a Catalunya (als col·legis de Manresa i Balaguer i, des del setembre, a Tortosa), però va haver d'exiliar-se de nou a França el 1868, on ho va aprofitar per investigar sobre els Templers. L'any 1870 va tornar a Catalunya, al Seminari Conciliar de Girona, i al novembre va fixar la residència a Banyoles com a professor d'estudiants jesuïtes que residien a l'antic Monestir de Sant Esteve i al seminari del Collell. En 1874, passa a Barcelona, on viu a casa del seu germà Antoni.
En aquesta etapa va dur a terme diferents estudis sobre l'arqueologia, la història civil i eclesiàstica de Catalunya i les inscripcions epigràfiques de Girona, especialment les hebrees. També per aquestes dates va mantenir correspondència amb Juan de Dios de la Rada Delgado, que estudiava les escultures trobades en el Cerro de los Santos (Albacete).
Però les ambicions lingüístiques del pare Fidel Fita, S.J. anaven més enllà: partidari del corrent del basc-iberisme defensat per Wilhelm von Humboldt i influït per Jacobo Zóbel de Zangróniz, es va preocupar també per la llengua celtibèrica, va fer diferents treballs pioners i fou el primer de publicar un article sobre la bronze de Luzaga. També va mantenir correspondència amb el filòleg Víctor Stempf, editor d'una traducció de les Linguae Vasconum Primitiae de Bernart Etxepare.

## Època a Madrid
El 1877 i com a resultat de les seves investigacions, va ser escollit Acadèmic Numerari de la Reial Acadèmia de la Història, fet que el va fer traslladar definitivament a Madrid, i on hi va viure més de trenta anys lliurat a una ingent labor científica, prenent part a diversos projectes com les Comissions de l'Espanya Sagrada, la d'Antiguitats o el Diccionari Geogràfic.
Però on millor es reflecteix la seva producció científica és en el Butlletí de l'Acadèmia, del que en va ser nomenat director el 1883, i en el qual publicaria entorn de set-cents articles, dels quals gairebé un terç tracten sobre epigrafia (se li confià l'estudi de les etimologies dels mots castellans procedents de l'alemany, l'hebreu, el sànscrit, el celta i el basc per al Diccionario de la Lengua Castellana).
Va tenir amistat amb l'aristòcrata Marquès de Monsalud, gran aficionat a les antiguitats, l'arqueòleg George Bonsor, o l'enginyer Horace Sandars, però sobretot amb qui va tenir una relació més intensa va ser Emil Hübner on aquells moments ja havia publicat el segon volum del Corpus Inscriptionum Latinarum (1869) així com les Inscriptiones Hispaniae Christianae (1871).

## Director de la Reial Acadèmia de la Història
El 1912, a la mort de Menéndez Pelayo, va ser nomenat director de la Reial Acadèmia de la Història, càrrec que ocuparia fins a la seva defunció sis anys després. Durant aquests anys també va formar part de la Reial Acadèmia de Belles Arts, la Reial Acadèmia de les Bones Lletres, i els instituts arqueològics de Coimbra, Berlín, l'imperi germànic i Roma.
Encara que va desenvolupar investigacions sobre la història de l'església, Història Medieval, Paleografia i Diplomàtica, el Pare Fidel Fita, S.J. va ser sobretot un epigrafista amb especial dedicació a les inscripcions llatines; deixant una obra immensa i que comprèn les inscripcions de la majoria de les províncies espanyoles.
Però com que en poques ocasions va emprendre viatges per a la verificació i comprovació de les dades que li arribaven, la veracitat d'algunes investigacions no van ser del tot precises. Tot i això, el seu prestigi i autoritat no es van posar pràcticament mai en dubte.
Va morir el 13 de gener de 1918, a les tres de la tarda, en la residència dels jesuïtes de Madrid, on vivia.

## Distincions
El pare Fidel Fita, S.J va rebre la Creu de Carles III, la Gran Creu de l'Orde de Crist (Portugal) i la Creu d'Alfons XII (Espanya). Fou nomenat fill adoptiu d'Àvila, i el 1917, va ser nomenat fill predilecte d'Arenys de Mar. Actualment a Arenys, la biblioteca i l'arxiu històric porten el seu nom, així com un fons del museu local i el tram més llarg de la rambla principal de la ciutat.
Reconegut a nivell mundial, l'eminent historiador, que destacà en el coneixement de l'epigrafia i de molts idiomes, morí deixant escrits 49 llibres i 997 articles de gran qualitat científica (i alguns d'inèdits).